# Johann Georg Bendl

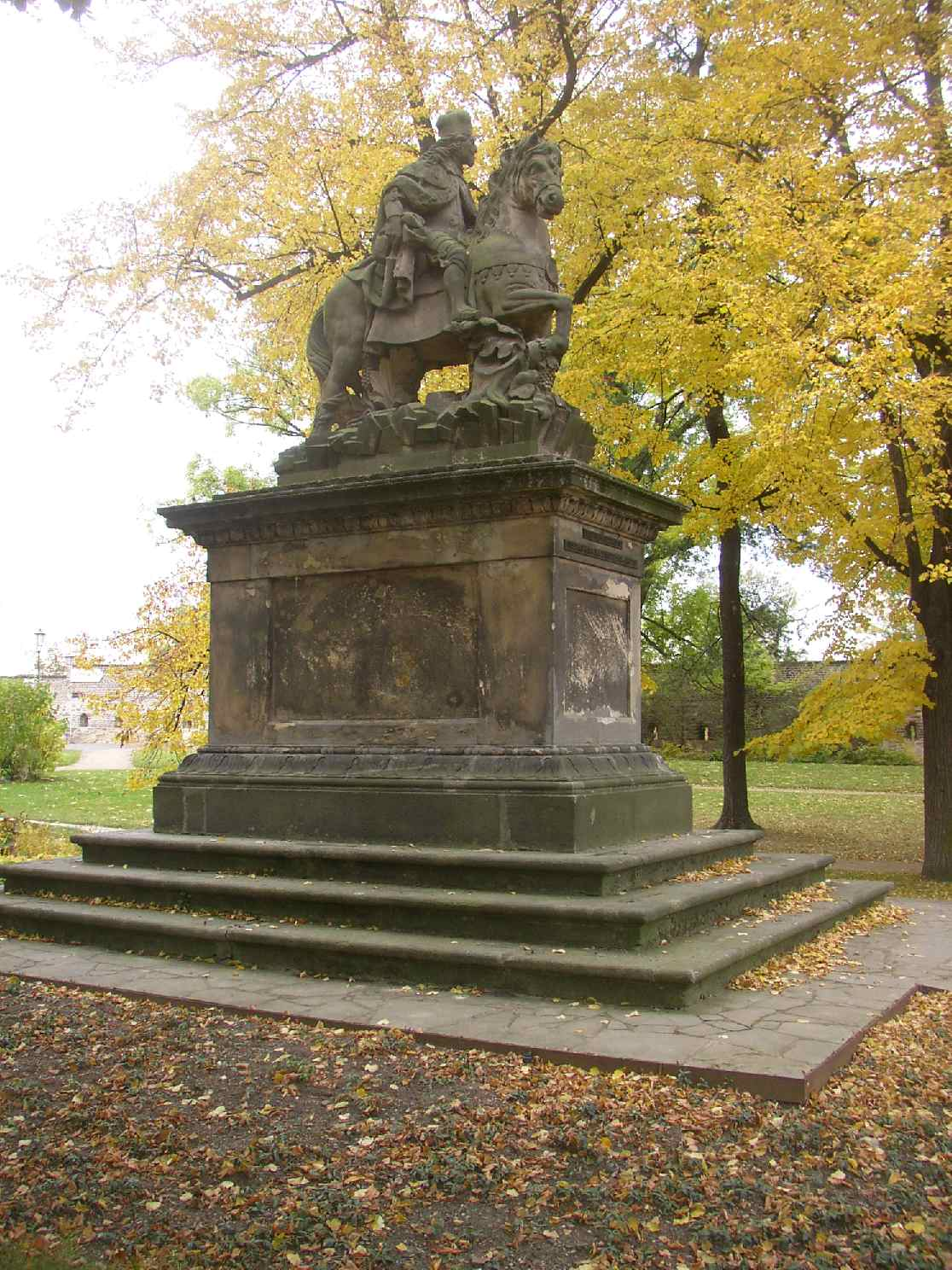
Reiterstandbild des Wenzel von Böhmen auf Vyšehrad in Prag

Johann Georg Bendl (* vor 1620; † 27. Mai 1680 in Prag) war ein böhmischer Bildhauer der Barockzeit.

## Leben
Johann Georg Bendl, Sohn des Georg Bendl (* vor 1570, † vor 1650), welcher vermutlich aus Deutschland stammte und ebenfalls in Prag als Bildhauer wirkte, gilt in der Kunstgeschichte als einer der führenden Bildhauer der Gegenreformation unter der Kunstprägung durch den Orden der Jesuiten in der zweiten Hälfte des 17. Jahrhunderts in Böhmen. Er hatte eine ähnliche Bedeutung wie Georg Petel oder Justus Glesker in Süddeutschland, Künstler, denen er entscheidende Impulse der Formgebung verdankte.
Johann Georg Bendl ist 1651 in der Prager Altstadt nachweisbar, ab 1668 in der Prager Neustadt als Bürger und Hausbesitzer. 1655 trat er nach einem Streit zusammen mit den übrigen Bildhauern aus der Prager Malerzeche aus und begründete die Zunft der Bildhauer und Schnitzer. 1680 verstarb er an der in Prag grassierenden Pest.

## Angehörige
Sein Sohn Ignaz Bendl († 1708) war Schüler von Johann Bernhard Fischer von Erlach und bekannt mit Gian Lorenzo Bernini. Eines seiner Werke ist  der während des Brünner Aufstandes (1692–1699) im Auftrag des Landeshauptmanns von Mähren Franz Karl von Kolowrat-Liebsteinsky geschaffene Vier-Elemente-Brunnen. 
Seine  Schwester war mit dem steirischen Bildhauer Stanislaus Goldschneck verheiratet.

## Würdigung seiner Werke
Johann Georg Bendls Lebenswerk wird durch zahlreiche und nicht immer ganz überzeugende Zuschreibungen, z. T. auch durch Werke seines Vaters Georg Bendl (* vor 1570, † vor 1650 in Prag), erheblich vermehrt. Gesichert ist, dass die Mariensäule (1650) am Altstädter Ring in Prag sein Hauptwerk ist. Dieses Siegeszeichen der Gegenreformation, das Bendl im Auftrag Kaiser Ferdinand III. ausgeführt hatte, bildete bis zu seiner Zerstörung 1918 den städtebaulichen Schwerpunkt des Altstädter Rings. Sie wurde das Vorbild zahlreicher ähnlicher Mariensäulen in Böhmen, z. B. in Laun, Kolin, Jungbunzlau, Neustadt an der Mettau etc.
Die erhaltenen Fragmente der Prager Mariensäule bezeugen, dass Bendl die Kompositionsprinzipien des Barock beherrschte. Die Figuren der allegorischen Zweiergruppen verschränken sich nicht in manieristisch-starrer Spannung, sie agieren vielmehr in einer bemerkenswert dynamischen und freien Kontrastbewegung nebeneinander. 1670 schuf Bendl den Herkulesbrunnen im Hofgarten der Prager Burg, 1676 die Weinsäule am Ende der Karlsbrücke.
Wahrscheinlich ist, dass Johann Georg Bendl fast jede Kirche in Prag mit einer seiner Skulpturen schmückte. So stammen z. B. die Kanzeln der Prager Teynkirche von seiner Hand, genauso wie er die Fassade der Salvatorkirche mit seinen Figuren prägte. Er schuf den Herkulesbrunnen in Hofgarten aus dem Hradschin und das Reiterstandbild des Hl. Wenzel aus dem Jahr 1680 am Wenzelsplatz. Zahlreiche seiner Arbeiten sind heute nicht mehr erhalten. Johann Georg Bendl gilt als der Bildhauer des barocken Prag.